# Estrella de Plata
La Medalla de l'Estrella de Plata (anglès: Silver Star Medal - SSM) és la tercera condecoració militar més alta de les Forces Armades dels Estats Units pel valor en combat. La Medalla d'Estrella de Plata s'atorga principalment als membres de les Forces Armades dels Estats Units per la seva valentia en acció contra un enemic dels Estats Units.

## Història
La Medalla d'Estrella de Plata (SSM) és el premi successor de la 'Citació de l'Estrella " ( estrella de plata 3 ⁄ 16 ) que va ser establerta per una llei del Congrés el 9 de juliol de 1918, durant la Primera Guerra Mundial. El 19 de juliol de 1932, el Secretari de Guerra va aprovar la conversió de la "Citació de l'Estrella" a la SSM amb l'Estrella original incorporada al centre de la medalla.
L'autorització per a la medalla de l'Estrella de plata es va convertir en llei per una llei del Congrés per a la marina dels Estats Units el 7 d'agost de 1942 i una llei del congrés per a l'exèrcit dels Estats Units el 15 de desembre de 1942. L'autorització legal actual per a la medalla és el títol 10 del Codi dels Estats Units , 10 USC § 7276 per a l'exèrcit dels Estats Units, 10 USC § 8294 per a la Marina dels Estats Units i el Cos de Marines dels Estats Units, i 10 USC § 9276 per a la Força Aèria i la Força Espacial dels Estats Units.
L'exèrcit dels Estats Units atorga la medalla com a "Estrella de Plata". La Marina dels Estats Units, el Cos de Marines, la Força Aèria, la Força Espacial i la Guàrdia Costera atorguen la medalla com a "Medalla d'Estrella de Plata". Des del 21 de desembre de 2016, el Departament de Defensa (DoD) es refereix a la decoració com la "Medalla Estrella de Plata".

## Criteris d'adjudicació
La Medalla d'Estrella de Plata s'atorga a la galanteria, sempre que l'acció no justifiqui l'atorgament d'un dels següents premis de valor superior: la Creu del Servei Distingit, la Creu de la Marina, la Creu de la Força Aèria o la Creu de la Guàrdia Costanera. La galanteria mostrada ha d'haver tingut lloc mentre estava en acció contra un enemic dels Estats Units, mentre participava en operacions militars que implicaven un conflicte amb una força estrangera oposada, o mentre servia amb forces estrangeres amigues involucrades en un conflicte armat contra una força armada contraria en què els Estats Units no són un partit bel·ligerant.
La Medalla d'Estrella de Plata s'atorga per actes singulars de valor o heroisme durant un període breu, com ara un o dos dies de batalla.
Els pilots de la Força Aèria i els oficials de sistemes de combat i els aviadors navals i oficials de vol de la Marina/Cos de Marina que volen avions de caça, sovint es consideren elegibles per rebre l'Estrella de Plata en convertir-se en un as (és a dir, tenir cinc o més morts aèries confirmades), cosa que implica el pilot. i, en els caces de diversos seients, l'oficial del sistema d'armes o l'oficial d'intercepció de radar, arriscant la seva vida intencionadament i amb èxit diverses vegades en condicions de combat i sortint victoriós. Tanmateix, durant la Guerra del Vietnam, l'últim conflicte que va produir assos de caça dels Estats Units: un pilot de la Força Aèria i dos oficials de sistemes d'armes/navegadors (que després van ser reciclats com a pilots de la Força Aèria), un aviador naval i un oficial de vol naval/ L'oficial d'intercepció de radar que havia aconseguit aquesta distinció, finalment va rebre la Creu de la Força Aèria i la Creu de la Marina, respectivament, a més de les SSM concedides anteriorment per victòries aèries anteriors.
Distinció d'unitat equivalent
- Força Aèria – Citació de la unitat galant
- Exèrcit – Premi d'Unitat Valorosa
- Guàrdia Costanera – Menció de la Unitat de la Guàrdia Costera
- Marina-Cos de Marines – Elogi d'Unitat Naval

## Disseny
La medalla d'estrella de plata és una estrella de cinc puntes d'or, 1+1 ⁄ 2 polzades (38 mm) de diàmetre circumscrit amb una corona de llorer que envolta els raigs des del centre i una estrella platejada de 3⁄16 polzades (4,8 mm) de diàmetre superposada al centre. El penjoll està suspès d'un llaç metàl·lic de forma rectangular amb cantonades arrodonides. El revers porta la inscripció FOR GALLANTRY IN ACTION ("PER LA VALENTIA EN ACCIÓ").
Penja d'una cinta de 1+3⁄8 polzades (35 mm) d'ample i consta de les ratlles següents: 7⁄32 polzades (5,6 mm) vermell Old Glory (banda central); avançant cap a fora en parells de 7⁄32 polzades (5,6 mm) de color blanc; blau ultramar de 7⁄32 polzades (5,6 mm); 3⁄64 polzades (1,2 mm) blancs; i blau ultramarí de 3⁄32 polzades (2,4 mm).
Distintius de cinta

Cinta de l'Estrella de Plata amb un manatde fulles de roure

El segon i posteriors premis de la Medalla d'Estrella de Plata es denoten amb manats de fulles de roure de bronze o plata a l'Exèrcit i la Força Aèria i amb estrelles d'or o plata de 5⁄ 16 polzades a la Marina , el Cos de Marines i la Guàrdia Costanera

## Receptors
El Departament de Defensa no manté registres extensos per a la Medalla d'Estrella de Plata. Grups independents calculen que des que es va establir la condecoració s'han concedit entre 100.000 i 150.000 SSM. El coronel David Hackworth, que va rebre deu SSM mentre servia a l'exèrcit durant la Guerra de Corea i la Guerra del Vietnam, és probable que sigui la persona amb més SSMs. El general de l'exèrcit Douglas MacArthur va rebre set SSM pel seu servei a França durant la Primera Guerra Mundial de febrer a novembre de 1918 com a coronel i després general de brigada. Donald H. Russell, un enginyer civil de suport tècnic del Vought F4U Corsair adjunt a una ala de caça del Cos de Marines, va rebre la SSM per les seves accions a bord de l'USS Franklin després que el portaavions fos atacat per un bombarder en picat japonès el març de 1945. A la tardor. de 1944, l'assessor proper del president Roosevelt Harry Hopkins, l'ambaixador dels Estats Units a Moscou W. Averell Harriman i un agregat militar van presentar el SSM a l'oficial d'artilleria de l'Exèrcit Roig soviètic Alexei Voloixin, que va ser el primer a creuar el Dnièper amb la seva bateria i va ser un dels quatre oficials menors de l'Exèrcit Roig que van rebre el premi.

### Destinataris femenins

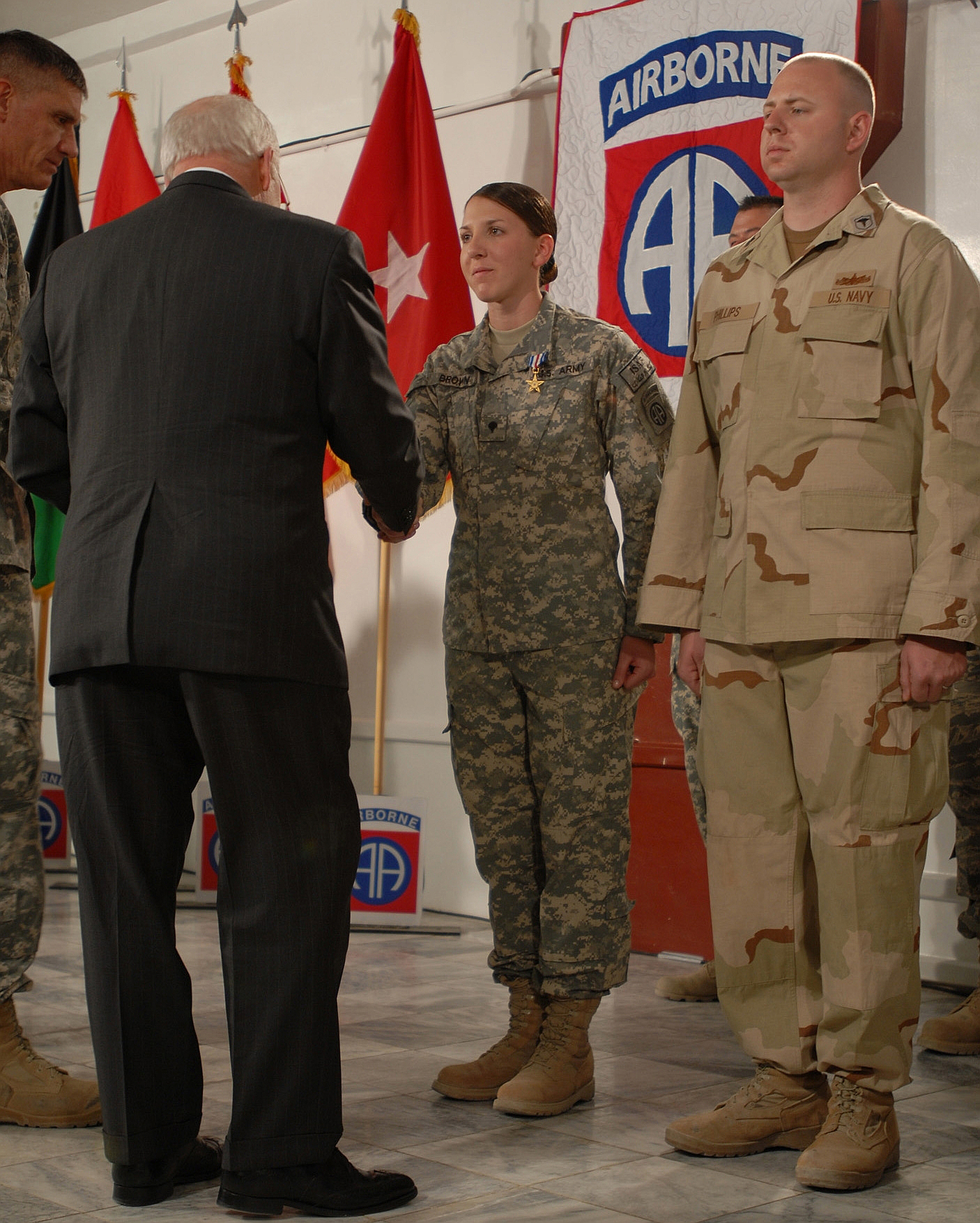
L'especialista de l'Exèrcit Monica Lin Brown rep l'Estrella de Plata del llavors Vicepresident Dick Cheney, 2008

Tres infermeres de l'exèrcit que van servir a la Primera Guerra Mundial van ser citades el 1919 i el 1920 la Citació de l'Estrella per la seva valentia a l'hora d'atendre els ferits mentre estava sota el foc de l'artilleria el juliol de 1918. El 2007, es va descobrir que mai havien rebut les seves Estrelles. Les tres infermeres (les infermeres de l'exèrcit van servir sense grau fins a 1920) van rebre la Medalla d'Estrella de Plata pòstumament:
- Jane Rignel - Hospital Mòbil núm. 2, 42a Divisió , per la galanteria en "donar auxili als ferits sota un fort foc" a França el 15 de juliol de 1918
- Linnie Leckrone - Equip de xoc núm. 134, hospital de camp núm. 127, 32a divisió, per galanteria mentre "atenia els ferits durant un bombardeig d'artilleria" a França el 29 de juliol de 1918
- Irene Robar - Equip de Xoc núm. 134, Hospital de Campa núm. 127, 32a Divisió, per galanteria mentre "atenia als ferits durant un bombardeig d'artilleria" a França el 29 de juliol de 1918

Un nombre desconegut de dones de servei van rebre el premi durant la Segona Guerra Mundial. Quatre infermeres de l'exèrcit que van servir a Itàlia durant la guerra: la primera tinent Mary Roberts, la segona tinent Elaine Roe, la segona tinent Rita Virginia Rourke i la segona tinent Ellen Ainsworth (pòstum) es van convertir en les primeres dones que van rebre l'Estrella de Plata, totes citades per la seva valentia. en evacuar el 33è Hospital de Camp d'Anzio el 10 de febrer de 1944. Més tard aquest mateix any, la caporal Maggie Leones, una filipina que més tard va emigrar als Estats Units, va rebre la medalla per activitats clandestines a Luzón; a data de 2016 , és l'única dona asiàtica que va rebre una Estrella de Plata.
Les següents dones militars conegudes que van rebre l'Estrella de Plata van ser la sergent de la Guàrdia Nacional de l'Exèrcit Leigh Ann Hester el 2005, per la galanteria durant una emboscada insurgent en un comboi a l'Iraq i l'especialista de l'exèrcit Monica Lin Brown el març de 2008, per un heroisme extraordinari com a metgessa de combat a la guerra de l'Afganistan.